# Олесно (гміна, Олеський повіт)
Гміна Олесно (пол. Gmina Olesno) — місько-сільська гміна у південно-західній Польщі. Належить до Олеського повіту Опольського воєводства.
Станом на 31 грудня 2011 у гміні проживало 18115 осіб.

## Площа
Згідно з даними за 2007 рік площа гміни становила 240.80 км², у тому числі:
- орні землі: 49.00%
- ліси: 43.00%

Таким чином, площа гміни становить 24.73% площі повіту.

## Населення
Станом на 31 грудня 2011:
| Опис     | Загалом | Загалом | Чоловіки | Чоловіки | Жінки | Жінки |
| -------- | ------- | ------- | -------- | -------- | ----- | ----- |
| одиниця  | осіб    | %       | осіб     | %        | осіб  | %     |
| все      | 18115   | 100     | 8672     | 47.87    | 9443  | 52.13 |
| міське   | 9594    | 100     | 4564     | 47.57    | 5030  | 52.43 |
| сільське | 8521    | 100     | 4108     | 48.21    | 4413  | 51.79 |

## Сусідні гміни
Гміна Олесно межує з такими гмінами: Ґожув-Шльонський, Добродзень, Зембовіце, Ключборк, Кшепіце, Лясовіце-Вельке, Пшистайнь, Радлув, Цясна.